# نیمودیپین
نیمودیپین (به انگلیسی: Nimodipine)
طبقه‌بندی فارماکولوژیک: مسدودکننده کانال کلسیمی .
طبقه‌بندی درمانی: گشادکننده عروق مغزی
طبقه‌بندی مصرف در حاملگی: گروه C
اشکال دارویی: قرص، آمپول

## موارد مصرف
نیمودیپین برای پیشگیری از وازواسپاسم عروق مغزی و ایسکمی ناشی از آن در خونریزی ساب آراکنوئید و برای سردرد میگرن تجویز می‌شود.

## مکانیسم اثر
نیمودیپین از طریق مسدود کردن کانال ورود کلسیم به داخل سلول‌ها عمل می‌کند؛ به همین علت آن را یک داروی مسدودکننده کانال کلسیمی می‌نامند. این خاصیت مسدودکنندگی باعث می‌شود تا مقدار کلسیم در سلول‌های عضله صاف قلبی و رگ‌های خونی کاهش یابد که موجب گشادی عروق (رگ‌ها) می‌شود.

## عوارض جانبی
گیجی ، سردرد ، آریتمی قلبی ، ادم و هایپرتروفی لثه، اختلالات سایکوتیک،کاهش فشارخون،تاکی کاردی، درماتیت،بثورات جلدی، تهوع، اسهال، تنگی نفس،کرامپ‌های عضلانی 

## استریو شیمی
Nنیمودیپین حاوی استریو سنتر و متشکل از دو انانتیومر است. این یک racemate است، یعنی ترکیبی از 1: 1 ( R ) و ( S ) - فرم:
| انانتیومر از نیمودیپین | انانتیومر از نیمودیپین |
| ---------------------- | ---------------------- |
| CAS-Nummer: 77940-92-2 | CAS-Nummer: 77940-93-3 |

## تداخلات
مصرف هم‌زمان نمودیپین  با داروهای ضدفشارخون باعث تشدید اثرات این داروها می‌شود و همچنین این دارو سطح سرمی فنی توئین را افزایش می‌دهد.